# Stainless Gamelan
Stainless Gamelan je kompilační album velšského hudebníka Johna Calea, vydané v roce 2002 u vydavatelství Table of the Elements. Nahrávky pocházejí z let 1965 až 1969. Album nahrál a nahrávky masteroval hudebník Tony Conrad. Autorem poznámek k albu (tzv. liner notes) je hudební kritik David Fricke. Autorem fotografie na obalu alba je Gerard Malanga.

## Skladby
Skladba „Stainless Steel Gamelan“ byla nahrána v neznámý den a Cale ji nahrál v duu se Sterlingem Morrisonem (hráli na bezpražcovou kytaru a cembalet). Oba hudebníci hráli na oba nástroje společně. Skladbu „Big Apple Express“ Cale nahrál na violu. Cale v době vzniku skladby bydlel v bytě nad hasičskou stanicí. Ke konci skladby je slyšet hasiče, jak na Calea volá, aby přestal s nesnesitelným hlukem. Skladba „At About This Time Mozart Was Dead and Joseph Conrad Was Sailing the Seven Seas Learning English“ byla nahrána v květnu roku 1967 a Cale v ní nejprve hraje na violu a později provádí zvukové manipulace s páskem na magnetofonu Wollensak. Na kytaru v pozadí hraje Sterling Morrison. Ve stejné době vznikla rovněž skladba „Terry's Cha-Cha“, ve které Cale hraje na varhany Vox a provádí zvukové manipulace na magnetofonu Wollensak. Na malý buben a tamburínu zde hraje Angus MacLise a na sopránsaxofon pak Terry Jennings, podle kterého skladba dostala svůj název.

## Seznam skladeb
| Pořadí         | Název | Hudebníci                           | Délka |
| -------------- | --- | ----------------------------------- | ----- |
| 1.             | Stainless Steel Gamelan (nahráno v polovině 60. let)                                                                     | John Cale, Sterling Morrison        | 10:25 |
| 2.             | At About This Time Mozart Was Dead and Joseph Conrad Was Sailing the Seven Seas Learning English (nahráno v květnu 1967) | Cale, Morrison                      | 26:30 |
| 3.             | Terry's Cha-Cha (nahráno v květnu 1967)                                                                                  | Cale, Angus MacLise, Terry Jennings | 8:21  |
| 4.             | After the Locust (nahráno přibližně v roce 1968)                                                                         | Cale, Tony Conrad                   | 4:20  |
| 5.             | Big Apple Express (nahráno v polovině 60. let)                                                                           | Cale, New York Fire Department      | 5:45  |
| Celková délka: | Celková délka: | Celková délka:                      | 55:18 |

## Obsazení
- John Cale – viola, cembalet, kytara, Wollensak
- Sterling Morrison – kytara, cembalet
- Angus MacLise – tamburína, perkuse
- Terry Jennings – sopránsaxofon
- Tony Conrad – elektrické piano